# Легова латинизација
Легова латинизација је начин транскрипције за мандарински кинески језик. Први је почео да га користи синолог из 19. века Џејмс Лег. Ову латинизацију је заменила Вејд-Џајлсова, која је и сама углавном замењена пинјином. Легова латинизација се још увек може наћи у Леговом широко доступном преводу Ји Ђинга, те у неким изводним радовима као што је Алистер Кроулијева верзија Ји Ђинга.
Легова латинизација користи следеће сугласнике:
f h hs k kh k kh l m n ng p ph r s sh sz t th w y z z з зh з z
И користи следеће самогласнике:
a â  ă e ê i î o u ui û ü
Самогласници такође постоје са разним двоструким самогласницима, укључујући:
âi âo âu eh ei ih ui
Карактеристике Легове латинизације укључују:
- Коришћење слова „h“ да назначи аспирацију (тако да што се пише у пинјину као „pi“ и Вејд-Џајлсу као „p'i“, у Леговом систему се пише „phî“),
- Коришћење ћирилчно/фрактурно слово „з“ које се разликује од „z“
- Коришћење укошених сугласника који се разликују од њихових нормалних облика.

Упоређивање речи у Леговој латинизацији са истим речима у Вејд-Џајлсовом систему показује да су разлике често мале али не-систематске, тако да је тешка директна корелација латинизација.